# Leone Acciaiuoli
Leone Acciaiuoli (Ortona, 1220 circa – Firenze, 1300) è stato un politico italiano, vissuto nel XIII secolo e membro della famiglia fiorentina degli Acciaiuoli.

Stemma degli Acciaiuoli

Cavaliere Aurato a Firenze, fece parte anche della Magistratura dei Quattordici Buonomini, creata nel 1280 dal cardinale Malabranca Orsini. Ricoprì l'incarico di Capitano del Popolo a Pistoia nel 1296. Morì a Firenze nel 1300.

## Le reliquie di San Tommaso

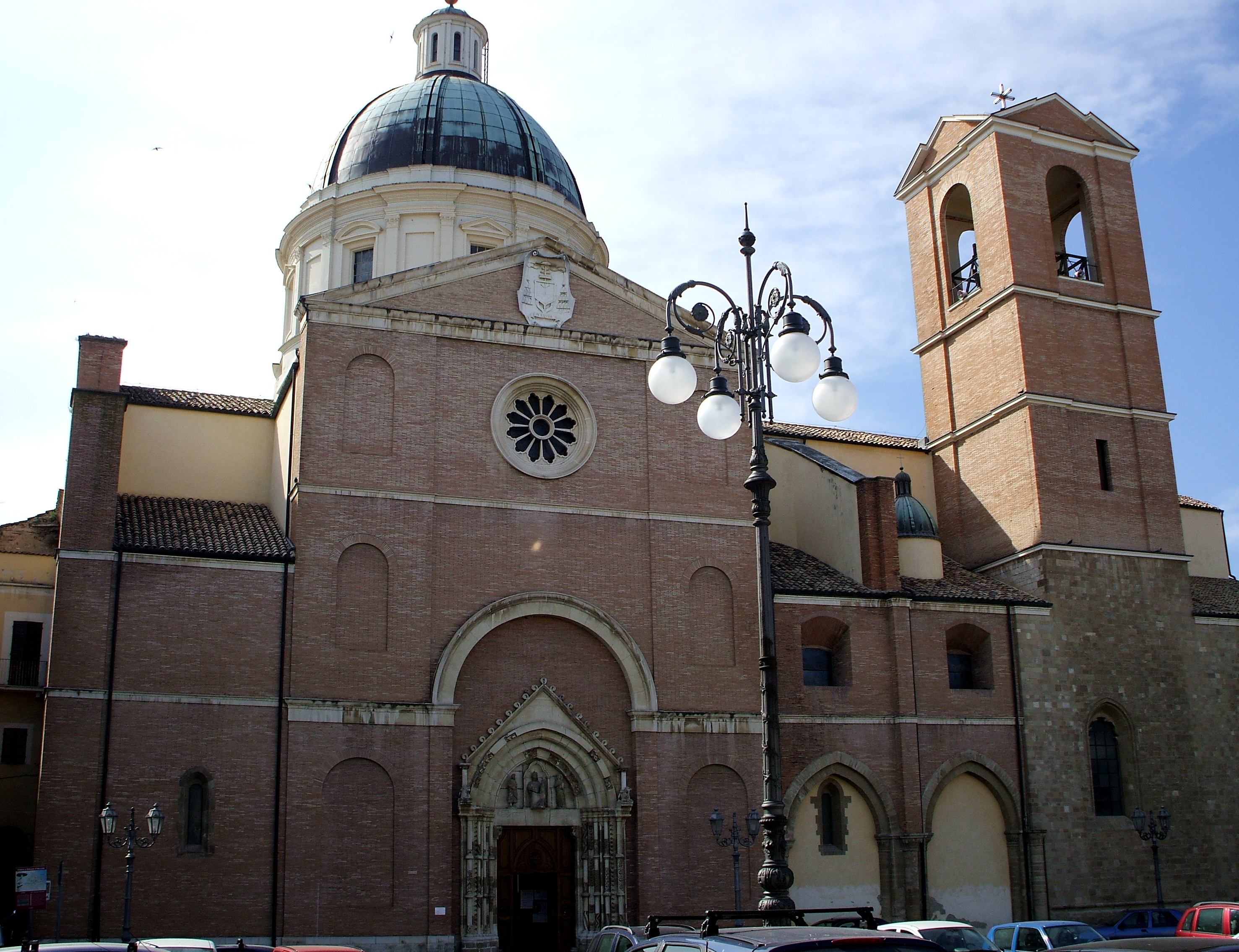
Veduta della Basilica di San Tommaso Apostolo ad Ortona in Abruzzo

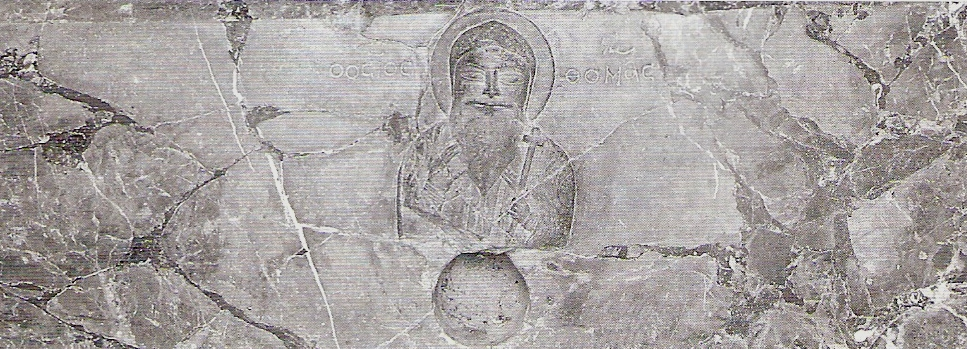
Lapide greca della tomba di San Tommaso presso Chio, oggi traslata nella cripta della Cattedrale di Ortona

Leone Acciaiuoli è famoso nella storia per essere stato il navigatore che sbarcò sull'isola di Chio in Grecia. 
Stando ai racconti degli storici abruzzesi Giovan Battista de Lectis e Giovanni Pansa, il capitano Leone partì con delle galere da Ortona per Chio, dove doveva svolgere degli incarichi per conto di re Manfredi di Svevia. Nell'isola fu avvicinato da un pellegrino che gli narrò la presenza di una grotta con il sepolcro del santo. Lo stesso Pansa ricorda che Leone, entrato nella grotta, fu abbagliato da un'enorme luce, e una mano uscente da un foro, gli indicasse il luogo della sepoltura.
Leone fu miracolato dalla cassa che riportò a Ortona con la nave perché come ricorda anche De Nino negli "Usi e costumi abruzzesi", una luce molto forte guidò come un faro, sull'albero maestro, la nave di Leone, mentre la nave dei greci che lo inseguiva furibonda, fu come bloccata sul mare, e affondata da una tempesta. De Nino aggiunge il particolare dell'arrivo della cassa a Ortona,  sulla salita del castello, sopra un carro di buoi, che si fermarono ginocchioni davanti alla cattedrale di Santa Maria degli angeli, poi reintitolata al santo. Era il 6 settembre 1258. 
Il giorno della festa del santo poi variò, dal 21 dicembre, tornando poi alla prima domenica di maggio, evento centrale della cosiddetta Ricorrenza del Perdono e Corteo delle Chiavi.
A Leone Acciaiuoli è dedicato l'istituto nautico di Ortona. Una tradizione vuole che una casa civile affacciata su piazza San Tommaso a Ortona, fosse stata abitata dal capitano, dove morì.
Il pittore Tommaso Cascella nel restaurare la cappella dedicata al santo nella cattedrale di Ortona, realizzò un pannello a mosaico che ritrae il miracolo dell'apparizione a Leone Acciaiuoli, presso l'isola di Chio.